# Florencio Muñiz Uribe

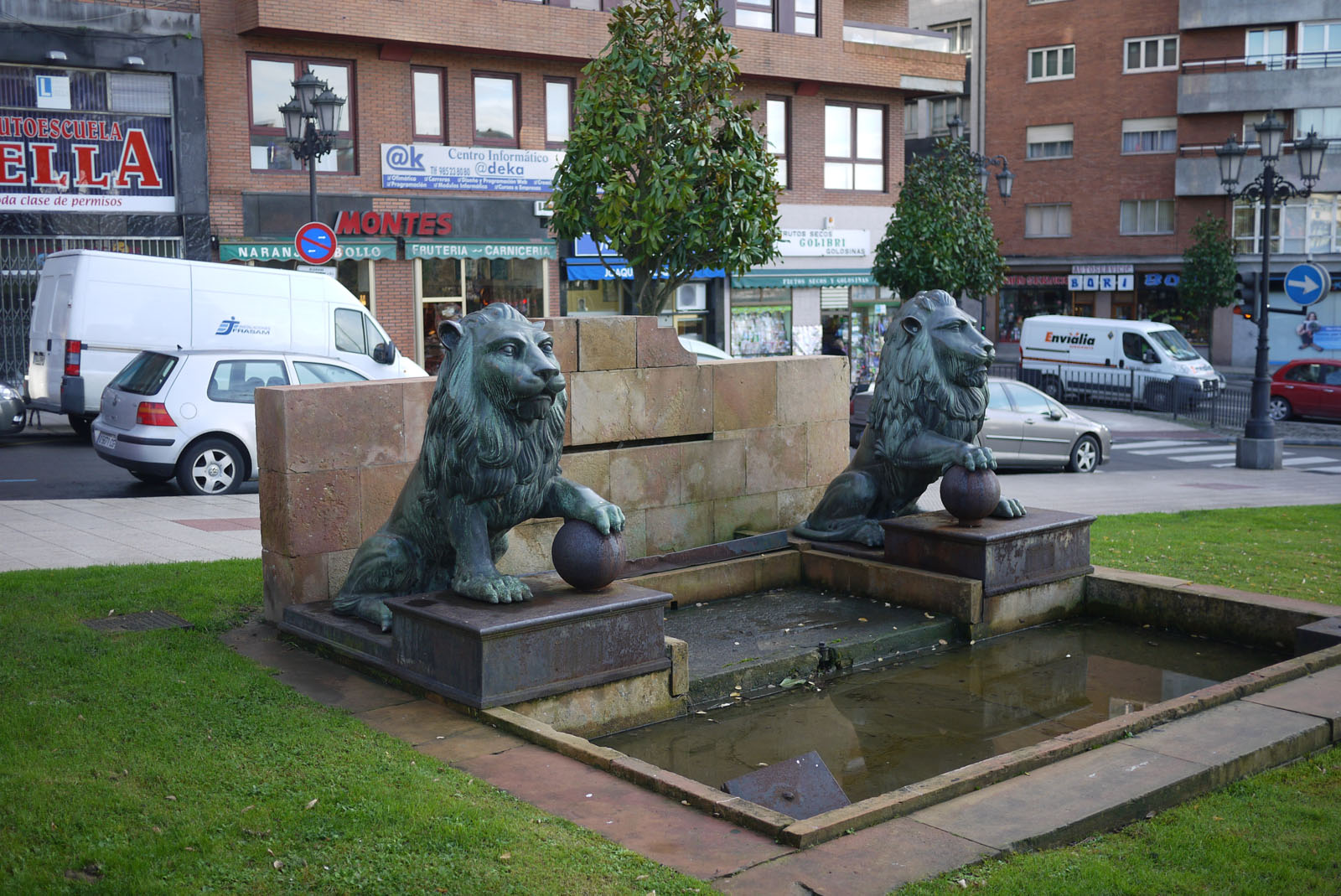
Leones de la plaza de Castilla.

Florencio Muñiz Uribe (Caborana, Aller, 14 de enero de 1925-Oviedo, 14 de abril de 2015) fue un arquitecto español que desempeñó el cargo de arquitecto municipal de Oviedo durante 35 años, desde mediados de las década de los cincuenta a la de los noventa del siglo XX.
Entre sus obras mientras desempeñaba este cargo, cabe destacar al menos entre otras, el proyecto de pavimentación del Paseo de los Álamos de Oviedo, y el Palacio de los Deportes de Oviedo. 

## Pavimento del Paseo de los Álamos
En mayo de 1965 se lleva a cabo el proyecto de pavimentación del Paseo de los Álamos en Oviedo. La reforma del paseo, en la cual participaban también el artista Antonio Suárez (Gijón, 1923), y el mármol de desecho (“cacharros”) que fue cedido por el empresario Belarmino Cabal, se basaba en un diseño consistente en  setenta y dos zonas rectangulares blancas, realizadas con losetas. Este primer proyecto quedó desierto, por lo que se procedió a redactar un nuevo plan en el que se sustituyen las losetas por pavimento portugués. Una vez adjudicadas las obras, se comenzaron  los trabajos el 24 de noviembre de 1965. Ya entrado en año 1966, el Ayuntamiento decide mejorar la superficie blanca de mármol, encomendando, por mediación  del arquitecto municipal, al pintor asturiano, fallecido en 2013,  Antonio Suárez, una decoración del pavimento El artista realizó los bocetos sobre papel de estraza los cuales  debían utilizarse como modelo para decorar los setenta y dos rectángulos diseñados por Muñiz Uribe.

## Palacio de los Deportes de Oviedo
El proyecto del Palacio de los Deportes de Oviedo tuvo como responsable del proyecto inicial al ingeniero de caminos Ildefonso Sánchez del Río, quien trabajó entre 1924 y 1941 como arquitecto del Ayuntamiento de Oviedo, tiempo durante el cual dotó a la capital de edificios singulares muy adelantados para su época con un  gran valor estético como el Estadio de Buenavista (después denominado “Carlos Tartière”, 1930-32), el depósito de aguas de El Picayón en el barrio de El Cristo de las Cadenas (1931) y la estructura de la popularmente conocida como “Plaza del Paraguas” (1925); entre otros muchos.
En este proyecto colaboraron con Sánchez del Río los arquitectos Fernando Cavanilles, Joaquín Suárez y Florencio Muñiz-Uribe. Fue Florencio Muñiz Uribe quien realizó posteriormente la reforma del Carlos Tartière en 1982 con vistas al Mundial de fútbol. El anteproyecto  del Palacio de los Deportes, data de 1961 comenzándose en 1962 las obras para su construcción, pero por diversas causas, entre las que no se puede perder de vista las económicas, el proyecto no se terminó hasta  una década después, inaugurándose el 10 de septiembre de 1975. Su estructura es semejante a los ya desaparecidos Palacios  de deportesde Madrid y Barcelona, aunque a menor escala.